# Ferrari F2012
El Ferrari F2012 es un automóvil monoplaza construido por Ferrari para competir en la temporada 2012 de F1. Es pilotado por Fernando Alonso y Felipe Massa.

## Presentación
El monoplaza fue presentado el día 3 de febrero de 2012 en la sede del equipo. A primera vista, muestra un gran cambio aerodinámico en la parte delantera con respecto a su predecesor, el 150.º Italia, resaltando el exagerado 'morro de pato' que también montan Caterham y Force India; mientras que la parte posterior mantiene en la base unas líneas parecidas al coche del año pasado, pero incorporando una abertura en la parte superior del chasis y un estilizado con mayores curvas en la tapa motor, con el fin de conducir el aire hacia el difusor. El equipo rojo ha buscado ser agresivo en el enfoque del diseño para volver a ganar, rompiendo con la línea marcada en el pasado. El coche es puesto en pista por primera vez el día 7 de febrero de 2012 en el Circuito de Jerez.

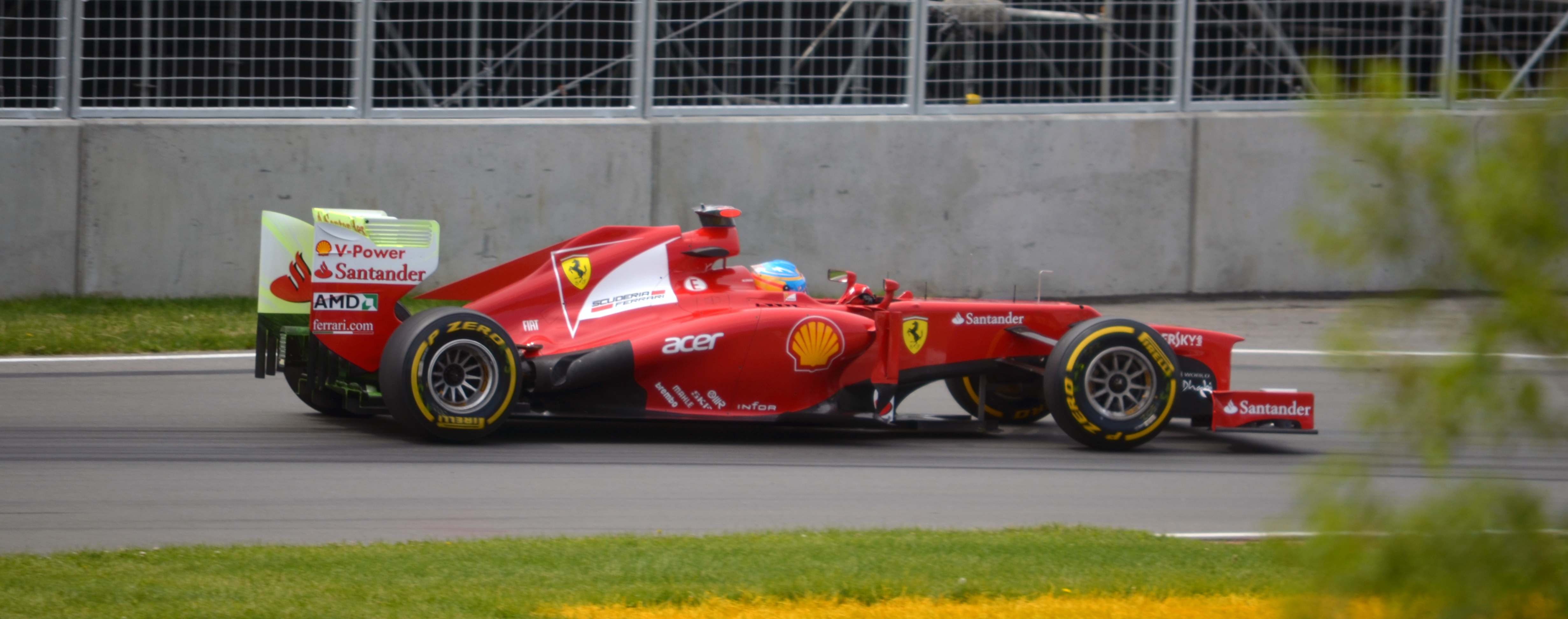

## Escapes polémicos
Durante la temporada anterior, muchos monoplazas tenían sus escapes diseñados de tal manera que mejoraban la carga aerodinámica, al dirigir los gases hacia el difusor trasero. Para la temporada en la que participa el F2012, este sistema, conocido como escapes sopladores ha sido prohibido, aunque siguen quedando resquicios normativos por los que sigue siendo posible conseguir el mismo efecto.
A pesar de que la FIA ha limitado enormemente las posibilidades de colocación de los tubos de escape, este F2012 los tiene especialmente diseñados con unos conductos hacia la parte posterior del coche que redirigen los gases a secciones específicas. Esta característica está compartida con el McLaren MP4-27. Charlie Whiting, encargado de velar por que las escuderías, sus coches y sus pilotos cumplan las normativas, ha revisado ambos coches declarándolos legales.

## Resumen de la temporada
Tras el flojo rendimiento en el GP de Australia, donde se confirmaron los peores pronósticos para el equipo italiano, sus directivos viajaron de urgencia a la sede de Maranello para tratar de encontrar soluciones. La sorpresa llegó en Malasia, donde Fernando Alonso supo sacar provecho de las condiciones climatológicas para llevarse la victoria. Sin embargo, Pat Fry reconoció que el coche estaba casi un segundo por detrás de sus rivales más veloces. Sin embargo, las mejoras introducidas en el Gran Premio de España de 2012, funcionaron y Fernando Alonso acabó 2º. La mejora continuó en el Gran Premio de Mónaco de 2012, donde los pilotos acabaron 3º y 6º; y desde entonces consiguen entrar en la lucha por las victorias: En Valencia, Alonso consigue remontar y llevarse el triunfo. Tras un 2º y un 4º puesto en Silverstone, Ferrari salta al segundo puesto en el mundial de constructores.En Gran Premio de Alemania de 2012, Fernando Alonso se lleva la victoria tras una trabajada estrategia y Felipe Massa Quedó 12° tras romper el alerón delantero en la salida.En Gran Premio de Hungría de 2012 una acertada estrategia termina con Fernando Alonso en quinto puesto mientras que Massa acabó 9°.En Gran Premio de Bélgica de 2012 Alonso tiene un fuerte accidente provocado por Grosjean y Massa acabó 5º tras toda esta melé. En Gran Premio de Italia de 2012 durante la Q1 y Q2 Fernando iba marcando los mejores tiempos hasta que la barra estabilizadora se rompe y tiene que salir décimo a pesar de ello Massa logra un brillante 2º puesto, pero se desinflo en carrera y terminó 4° a duras penas y Alonso termina tercero tras una excelente remontada.En Gran Premio de Singapur de 2012 Alonso obtiene un nuevo podio y Massa es 8º.En Gran Premio de Japón de 2012 Alonso Abandona en la salida tras un toque con Räikkönen y Massa Brillo tras acabar 2° (no lo hacía desde Corea 2010).En Gran Premio de Corea del Sur de 2012 Alonso Acaba 3°, Pero pierde el liderato del mundial a favor de Sebastian Vettel, y Massa 4°.En Gran Premio de la India de 2012 Alonso consigue otro podio tras acabar 2º en una brillante carrera y Massa acaba 6° tras una acertada estrategia.En Gran Premio de Abu Dabi de 2012 Alonso realiza una floja clasificación pero en carrera una buena estrategia lo puso 2º tras Kimi Räikkönen y muy cerca de conseguir la victoria (quedó a 0.852 décimas del piloto fines).En Gran Premio de los Estados Unidos de 2012 Alonso acaba tercero y mantiene sus opciones al mundial (Debía acabar 4º o peor para Vettel ganase el título) y Massa 4º tras una excelente carrera.En Brasil Alonso acaba 2º tras una carrera con condiciones cambiantes, pero aun así no se llevó el título ya que Vettel quedó 6º y a la postre lo coronó campeón al piloto alemán. Ferrari cerró la temporada en segundo puesto con 400 puntos en su casillero con 3 victorias, 2 poles y 15 podios.

## Resultados

### Fórmula 1
(Clave) (negrita indica pole position) (cursiva indica vuelta rápida)

| Año  | Motor      | Neu. | N.º | Pilotos         | 1   | 2   | 3   | 4   | 5   | 6   | 7   | 8   | 9   | 10  | 11  | 12  | 13  | 14  | 15  | 16  | 17  | 18  | 19  | 20  | Puntos | Pos. |
| ---- | ---------- | ---- | --- | --------------- | --- | --- | --- | --- | --- | --- | --- | --- | --- | --- | --- | --- | --- | --- | --- | --- | --- | --- | --- | --- | ------ | ---- |
| 2012 | 056 2.4 V8 | P    |     |                 | AUS | MYS | CHN | BHR | ESP | MON | CAN | EUR | GBR | GER | HUN | BEL | ITA | SIN | JPN | RCO | IND | ABU | USA | BRA | 400    | 2.º  |
| 2012 | 056 2.4 V8 | P    | 5   | Fernando Alonso | 5   | 1   | 9   | 7   | 2   | 3   | 5   | 1   | 2   | 1   | 5   | Ret | 3   | 3   | Ret | 3   | 2   | 2   | 3   | 2   | 400    | 2.º  |
| 2012 | 056 2.4 V8 | P    | 6   | Felipe Massa    | Ret | 15  | 13  | 9   | 15  | 6   | 10  | 16  | 4   | 12  | 9   | 5   | 4   | 8   | 2   | 4   | 6   | 7   | 4   | 3   | 400    | 2.º  |